# Ernest Butcher
Edward Ernest Butcher (7 de abril de 1885 – 8 de junho de 1965) foi um ator britânico da era do cinema mudo. Foi casado com a atriz e cantora Muriel George.

## Filmografia selecionada
- The Song of the Road (1937)
- Stepping Toes (1938)
- Me and My Pal (1939)
- Black Eyes (1939)
- Pack Up Your Troubles (1940)
- Freedom Radio (1941)
- No Trace (1950)
- Blackout (1950)
- Highly Dangerous (1950)
- The Happy Family (1952)
- Time Bomb (1953)
- Background (1953)
- The Desperate Man (1959)